# Adam Weyrauch
Johann Adam Weyrauch (* 7. Januar 1826 in Ober-Mossau; † 24. Februar 1902 ebenda) war ein Landwirt und als hessischer Politiker der Nationalliberalen (NLP) Abgeordneter der 2. Kammer der Landstände des Großherzogtums Hessen.
Adam Weyrauch war der Sohn des Landwirts Wilhelm Weyrauch und dessen Ehefrau Eva Elisabetha, geborene Pfeiffer. Weyrauch, der evangelischen Glaubens war, war Landwirt in Ober-Mossau und heiratete Elisabetha Katharina geborene Schwöbel.
Von 1876 bis 1884 gehörte er der Zweiten Kammer der Landstände an. Er wurde für den Wahlbezirk Starkenburg 2/Michelstadt gewählt. Weyrauch war Bürgermeister von Ober-Mossau.